# 棕櫚䳭
棕櫚是一種細小而尾巴修長的鳴禽。棕櫚䳭科是一個單種科，其下只有棕櫚䳭屬，而棕櫚䳭屬也只有棕櫚䳭一種。有指與太平鳥科相近，因此偶爾也會分類到其下，但多數獨立成科。由名字可以想像得到這種鳥與棕櫚樹有不可分割的關係。此外，棕櫚䳭也是多明尼加共和國的國鳥。

## 外觀描述
棕櫚䳭長約20厘米，上半身為橄欖棕色至奶黃色，配以棕色直斑。頭部全黑，尖銳的黃色短喙及黃褐色的瞳孔。初級飛羽的邊緣及臀部均為深黃綠色。雖然被指與太平鳥科相近，但牠們明顯沒有該科或絲鶲科等鳥類獨有的蠟狀如絲般的飛羽。成鳥個體間無明顯分冶，但亞成鳥的喉部為黑色。

## 分佈及生態
棕櫚䳭是加勒比海上伊斯帕尼奧拉島（政治上包括多明尼加共和國及海地）及鄰近兩個小島上的特有種，分佈十分廣泛。在海平面而至1500米的熱帶乾濕季氣候棕櫚樹地區或開闊的樹林也有其蹤跡。在種有可供其食用的市區公園及花園等也會引來牠們的到訪。

## 行為習性
棕櫚䳭是一種有社交行為的鳥類，常有數隻一群的鳥類聚集覓食及在同一株樹上築巢。

### 繁殖
繁殖季節為三月至六月。常在高大的王棕樹上結大而混亂的共用鳥巢。這種共用鳥巢的優點是能夠為並不特別強的棕櫚䳭提供一個較安全的環境，被捕獵者攻擊的風險得到分擔。在缺少棕櫚樹的地方則會選用其他高大的樹、甚至是電話杆等地方築巢。整個鳥巢最大可達2米，內部結構則包括多個分隔的空間及入口。雌性在這裡會誕下2至4顆灰紫色有細點的鳥蛋。

### 食物
棕櫚䳭以果實及漿果為食，包括棕櫚樹及裂欖（Bursera simaruba）等，偶爾也會吃花，特別是附生的蘭花。

### 聲音
棕櫚䳭是一種吵鬧的鳥類，常成群結隊地發出咯咯及吱吱的叫聲，是一種顯而易見的集體行為。

## 保育
棕櫚䳭分佈廣泛（75,000 km²），整個鳥群沒有受到明顯的威脅，因此在IUCN紅色名錄上屬於無危。

## 外部連結
- The Endemic Birds of Hispaniola